# 汪滨
汪滨（1923年11月—2017年11月11日），又名郭宝成，男，河南新安人，中华人民共和国政治人物。

## 生平
1939年3月起，先后任晋西南新军二纵队游击第四团指导员，晋绥军区八分区政治部统计组织干事，延安中央办公厅秘书处科员等。1940年，加入中国共产党。第二次国共内战期间，先后任湖北省罗田县七区区委书记、罗田县公安局局长等。1950年3月起，先后任湖北省黄冈县公安局局长、新洲县县长，中南行政委员会林业局处长，中华人民共和国林业部处长、森林保护司副司长。1978年3月任国家林业总局党组成员、副局长。1979年5月，任中华人民共和国林业部副部长。1983年5月19日至1990年12月，担任中央绿化委员会副主任。1990年12月离休。2017年11月11日，在北京病逝，享年94岁。